# 1903 na política

## Eventos
- 02 de Abril - O rei Eduardo VII, de Inglaterra, visita oficialmente Portugal, reforçando as relações luso-britânicas.
- 18 de Novembro - Assinatura do Tratado Hay-Bunau-Varilla
- Dezembro - O Panamá, que proclama a independência em Novembro, concede aos EUA a exploração exclusiva e perpétua do Canal do Panamá.
- Raimundo Fernández Villaverde substitui Francisco Silvela y le Vielleuze como presidente do governo de Espanha.
- Antonio Maura y Montaner substitui Raimundo Fernández Villaverde como presidente do governo de Espanha
- A Baía de Guantánamo é cedida por Cuba aos Estados Unidos da América em troco do pagamento de 2000 dólares por ano.
- Inicio do reinado de Choley Yeshe Ngodub, Desi Druk do Reino do Butão, reinou até 1905.

## Nascimentos
| Data          | Nome                  | Profissão                                                                                     | Nacionalidade | Observações | Ref |
| ------------- | --------------------- | --------------------------------------------------------------------------------------------- | ------------- | ----------- | --- |
| 23 de abril   | Guy Granville Simonds | oficial do Exército Canadiano, comandou o 2º Corpo Canadiano durante a Segunda Guerra Mundial | Reino Unido   | m. 1974     |     |
| 2 de março    | Rafael Zaldívar       | presidente de El Salvador de 1876 a 1885                                                      | El Salvador   | n. 1884     |     |
| 21 de março   | Carlos Basilio Ezeta  | presidente de El Salvador de 1890 a 1894                                                      | El Salvador   | n. 1852     |     |
| 2 de julho    | Olavo V da Noruega    | rei da Noruega desde 1957 a 1991                                                              | Reino Unido   | m. 1991     |     |
| 4 de dezembro | Arthur Marshall       | engenheiro, pioneiro da aviação e homem de negócios                                           | Reino Unido   | m. 2007     |     |

## Mortes
| Data          | Nome                              | Profissão                                            | Nacionalidade | Observações | Ref |
| ------------- | --------------------------------- | ---------------------------------------------------- | ------------- | ----------- | --- |
| 24 de outubro | Júlio de Castilhos                | advogado, jornalista e político                      | Brasil        | n. 1860     |     |
| 20 de agosto  | Antônio Manuel Correia de Miranda | Capitão comandante da 2ª Companhia Avulsa e político | Brasil        | n. 1830     |     |